# Lidia Wołowiec
Lidia Emilia Wołowiec (ur. 27 stycznia 1933 w Śniatynie, zm. 31 lipca 2012) – polska polityk, posłanka na Sejm PRL VII i VIII kadencji.

## Życiorys
Uzyskała tytuł zawodowy magistra ekonomii w 1965 w Wyższej Szkole Ekonomicznej we Wrocławiu. Pracowała jako główny specjalista w Zakładach Mięsnych w Jarosławiu. W 1969 wstąpiła do Polskiej Zjednoczonej Partii Robotniczej. Zasiadała w zarządzie wojewódzkim i miejskim Ligi Kobiet. W 1976 uzyskała mandat posłanki na Sejm PRL VII kadencji w okręgu Przemyśl. Zasiadała w Komisji Handlu Wewnętrznego, Drobnej Wytwórczości i Usług oraz w Komisji Rolnictwa i Przemysłu Spożywczego. W 1980 uzyskała reelekcję w tym samym okręgu. W Sejmie VIII kadencji zasiadała w Komisji Handlu Wewnętrznego, Drobnej Wytwórczości i Usług, Komisji Rolnictwa i Przemysłu Spożywczego, Komisji Rolnictwa, Gospodarki Żywnościowej i Leśnictwa oraz w Komisji Rynku Wewnętrznego, Drobnej Wytwórczości i Usług. Pochowana na Nowym Cmentarzu w Jarosławiu.